# Eleocharis braunii
Eleocharis braunii är en halvgräsart som beskrevs av H.E.Hess. Eleocharis braunii ingår i släktet småsäv, och familjen halvgräs. Inga underarter finns listade i Catalogue of Life.